# Sebald Heyden
Sebald Heyden (Bruck bei Erlangen, 8 dicembre 1499 – Norimberga, 9 luglio 1561) è stato un compositore e cantore tedesco.
Compiuti gli studi musicali presso l'università di Ingolstadt, divenne cantore a Leoben: fu docente di canto a Ratisbona, divenendo una delle più importanti autorità nei campi della teoria e della pedagogia della musica della regione di Norimberga.
Fu anche autore dell'importante trattato ars canendi, uno dei più diffusi dell'epoca, che ebbe una notevole influenza sulla produzione musicale ispirata dalla riforma protestante: pubblicò inoltre importanti raccolte di canti corali.